# Der Staatsanwalt: Henkersmahlzeit
Henkersmahlzeit ist ein deutscher Fernsehfilm von Peter F. Bringmann aus dem Jahr 2005, der im Auftrag des ZDF produziert wurde. Es handelt sich um den Pilotfilm der ursprünglich in Spielfilmlänge gestarteten und nicht als Reihe geplanten Fernsehkrimiserie Der Staatsanwalt, der gemeinsam mit Glückskinder, dem zweiten Fall, die 1. Staffel bildet. 
In der Titelrolle als Staatsanwalt Bernd Reuther ist Rainer Hunold besetzt, Marcus Mittermeier verkörpert den Kriminalhauptkommissar Thomas Reuther und Sohn von Bernd Reuther. Fiona Coors ist als Kriminalkommissarin Kerstin Klar und Thomas Freundin zu sehen, Alexandra Schalaudek als Corinna Nagold, Assistentin des Staatsanwalts. Die Haupt-Gaststars dieser ersten Folge sind Walter Kreye, Wanja Mues, Jürgen Tonkel, Teresa Harder und Nina Hoger. 

## Handlung
Oberstaatsanwalt Bernd Reuther war nach einem Verkehrsunfall, bei dem seine Frau Sonja irreparable Gehirnverletzungen erlitt, zehn Jahre lang nicht mehr in seiner Heimatstadt Wiesbaden. Als er in die Stadt zurückkehrt, trifft er auf seinen Sohn, den Kriminalhauptkommissar Thomas Reuther, der auf seinen Vater schlecht zu sprechen ist, weil er ihn und seine Mutter allein gelassen und somit in Thomas’ Augen egoistisch gehandelt habe. Das Argument seines Vaters, dass er seine Frau so sehr geliebt habe, dass er die Situation in Wiesbaden nicht hätte ertragen können ohne sich etwas anzutun, akzeptiert Thomas Reuther nicht. Nichtsdestotrotz müssen beide einen Weg finden bei den bei der Polizei in Wiesbaden auflaufenden Fällen zusammenzuarbeiten. Die Assistentin der Staatsanwaltschaft, Corinna Nagold, sowie Kriminalkommissar Jan Winkler und Kriminalkommissarin Kirstin Klar leiden unter den ständigen Konflikten von Vater und Sohn. Thomas Reuther hatte sofort nach Eintreffen seines Vaters ein Versetzungsgesuch eingereicht, das sein Vorgesetzter Höltgen jedoch abgelehnt hatte.
Der erste gemeinsame Fall von Vater und Sohn ist der Mord an dem Schönheitschirurgen Dr. Horst Gerhard. Er wurde mit einer Augenbinde am Boden liegend aufgefunden. Bei der Obduktion wird festgestellt, dass ihm jemand ein vergiftetes Morchelgericht verabreicht hatte. Bernd Reuther besteht darauf, sich den Fundort der Leiche anzusehen, der möglicherweise nicht der Tatort ist. Zum Ärger seines Sohnes besteht er zudem darauf, auch bei allen anderen Ermittlungsschritten dabei zu sein. Thomas Reuther sieht darin eine persönliche Schikane, doch für seinen Vater ist dieser Ablauf die Basis für seine Arbeit. Er macht sich immer ein praxisnahes Bild und entscheidet selten nur vom Schreibtisch aus, wie es möglicherweise sein Vorgänger Victor Kossowitz gehandhabt hatte.
Für den Abend hat sich Bernd Reuther einen Tisch in dem Lokal reservieren lassen, das als einziges in der Stadt Morcheln auf der Speisekarte hat. Er zeigt den Angestellten ein Foto des Opfers und fragt, ob der Mann hier im Lokal gegessen habe, was allerdings verneint wird. Am nächsten Tag wird der Busfahrer Mathias Voigt unter fast den gleichen Begleitumständen tot aufgefunden wie Horst Gerhard. Ein Zeuge hat eine Frau bei dem Opfer gesehen, sodass die Ermittler davon ausgehen, dass sie es mit einer Täterin zu tun haben. Nachdem am Tatort eine Serviette gefunden wird, die genau denen entspricht, die der Staatsanwalt in dem Lokal gesehen hatte, lässt er die dortige Köchin, Maria Kranz, vorladen. Sie muss ihm das Rezept ihres Morchelgerichts geben, damit Reuther die Zutaten dahingehend überprüfen lassen kann, ob diese auch im Magen der beiden Opfer nachzuweisen sind. Kerstin Klar äußert den Gedanken, dass jemand mit der Serviette möglicherweise auch nur eine falsche Spur gelegt haben könnte. Thomas Reuther versucht derweil Gemeinsamkeiten zwischen den Mordopfern zu finden, was ihm zunächst nicht gelingt. Sie hatten keinerlei Berührungspunkte miteinander, lebten in verschiedenen Stadtteilen und während Gerhard die Augen verbunden hatte, fand man bei Voigt drei Apothekergewichte in der Hand. Das bringt ihn auf die Idee, dass der Täter möglicherweise auf die Göttin der Gerechtigkeit Justitia hinweisen wollte. Das würde dann aber bedeuten, dass es noch zwei weitere Morde geben könnte, wobei einem der Opfer ein Richtschwert und einem weiteren ein Gesetzbuch beigegeben werden könnte.
Nachdem feststeht, dass der Mageninhalt der Opfer wiederum auf die Gerichte des ermittelten Lokals hinweist, wird Maria Kranz zu einer Gegenüberstellung gebeten. Da eine Probandin ausgefallen ist, soll sich Reuthers Assistentin Corinna Nagold mit dazustellen. Seltsamerweise identifiziert die Zeugin nach anfänglichem Zögern Nagold als die Frau, die sie mit Voigt gesehen habe. Die Ermittler zweifeln daher an der Glaubwürdigkeit der Zeugin, die an jenem Abend nicht ganz nüchtern war. Thomas Reuthers Hinweis auf das mögliche „Gerechtigkeitsmotiv“ des Täters, lässt den Staatsanwalt nachdenklich werden. In seiner Erinnerungen sieht er plötzlich den Mann vor sich, der beim damaligen Unfall mit seiner Frau den Krankenwagen gefahren hatte. Als seinerzeitigen Notarzt kann er Dr. Horst Gerhard ermitteln. 
Dann geschieht ein weiterer Mord, Reuthers Vorgänger Victor Kossowitz wird ermordet. Bei seiner Leiche wird ein Schwert gefunden. Dessen Mageninhalt führt wiederum zu einem Gericht, das in dem Lokal, in dem Maria Kranz kocht, auf der Speisekarte steht. Da Kranz seit kurzem verschwunden ist, wird sie umgehend zur Fahndung ausgeschrieben. Während Bernd Reuther eine böse Vorahnung hat, seinen Sohn darüber aber noch im Unklaren lässt, wird dieser von Corinna Nagold unter dem Vorwand, gerade nicht alleine bleiben zu wollen, in ihre Gewalt gebracht. Sie war nicht nur Kossowitz’ Assistentin, sondern auch seine Geliebte. Ihr perfider Plan geht auf, denn Staatsanwalt Reuther lässt nicht lange auf sich warten. Er hatte im Archiv nachgeforscht und entdeckt, dass der Unfall nicht nur ihn und seine Familie ins Unglück gestürzt hat, sondern auch Corinna Fröhlich, die 13-jährige Tochter einer Frau, die ebenfalls ein Opfer des Unfalls wurde und starb. Unter dem Namen Corinna Nagold hatte sie es geschafft, die Nähe zu Kossowitz zu finden, um Reuther durch ihn nach Wiesbaden zurückzuholen. Sie hatte alles akribisch geplant, da sie ja mit den Abläufen von Ermittlungen und der Denkweise der Kommissare vertraut war. Durch den Mageninhalt der Gerichte konnte sie den Verdacht auf die Köchin Kranz lenken. Ihre Mutter hatte damals selbst in dem Lokal gekocht und ihr ihre Rezepte hinterlassen. Nun hat Corinna Bernd Reuther zu sich gelockt und will ihn dazu zwingen, auch ein solches Gericht zu essen. Wenn er dies nicht tue, werde sein Sohn in weniger als eine Stunde sterben – so ihre Begründung.
Nachdem Vater und Sohn Reuther unauffindbar sind, erkennen auch ihre Teamkollegen die Zusammenhänge. Als Erstes finden sie Thomas Reuther, dem Corinna bereits das Gift verabreicht hat, das er aber mit Hilfe seiner Kollegen erbrechen kann. Gemeinsam befreien sie sodann auch Thomas’ Vater, der vergeblich versucht hat, Corinna verständlich zu machen, dass niemand von denen, die sie mit dem Tod bestraft hat, schuld am Tod ihrer Mutter ist. Sie sei damals betrunken vor sein Auto gelaufen und sofort tot gewesen, sodass ihr niemand mehr hätte helfen können, weshalb sich die Einsatzkräfte nur um Reuthers Frau gekümmert hätten. Das Verfahren gegen ihn als Fahrer des Unfallwagens sei von Staatsanwalt Kossowitz zu Recht eingestellt worden.

## Produktionsnotizen, Veröffentlichung
Der Staatsanwalt: Henkersmahlzeit wurde vom 2. Juni bis zum 6. Juli 2004 an Schauplätzen in Wiesbaden gedreht. Für den Film zeichneten die Odeon Film AG und die Novafilm Fernsehproduktion GmbH verantwortlich. Die Erstausstrahlung des Films im deutschen Fernsehen erfolgte am 10. Januar 2005 im ZDF.
Es ist die erste von bisher drei Der Staatsanwalt-Folgen, die in Spielfilmlänge produziert wurden.Henkersmahlzeit von 2005 folgte 2007 Glückskinder und 2019 Tödlich Wohnen.

## Kritik
Die Kritiker der Fernsehzeitschrift TV Spielfilm meinten, dass „die Story gegen Ende etwas hanebüchen“ wirke, sei „nicht so wichtig“: „Hier fesseln die kantigen Charaktere und Hunolds anrührend subtiles Spiel.“ Das Fazit lautete dann auch: „Durchwachsen, aber Rainer Hunold glänzt“. Der Daumen zeigte nach oben; für Humor, Action und Erotik gab es je einen von drei möglichen Punkten, für Spannung zwei.